# 군사 시뮬레이션

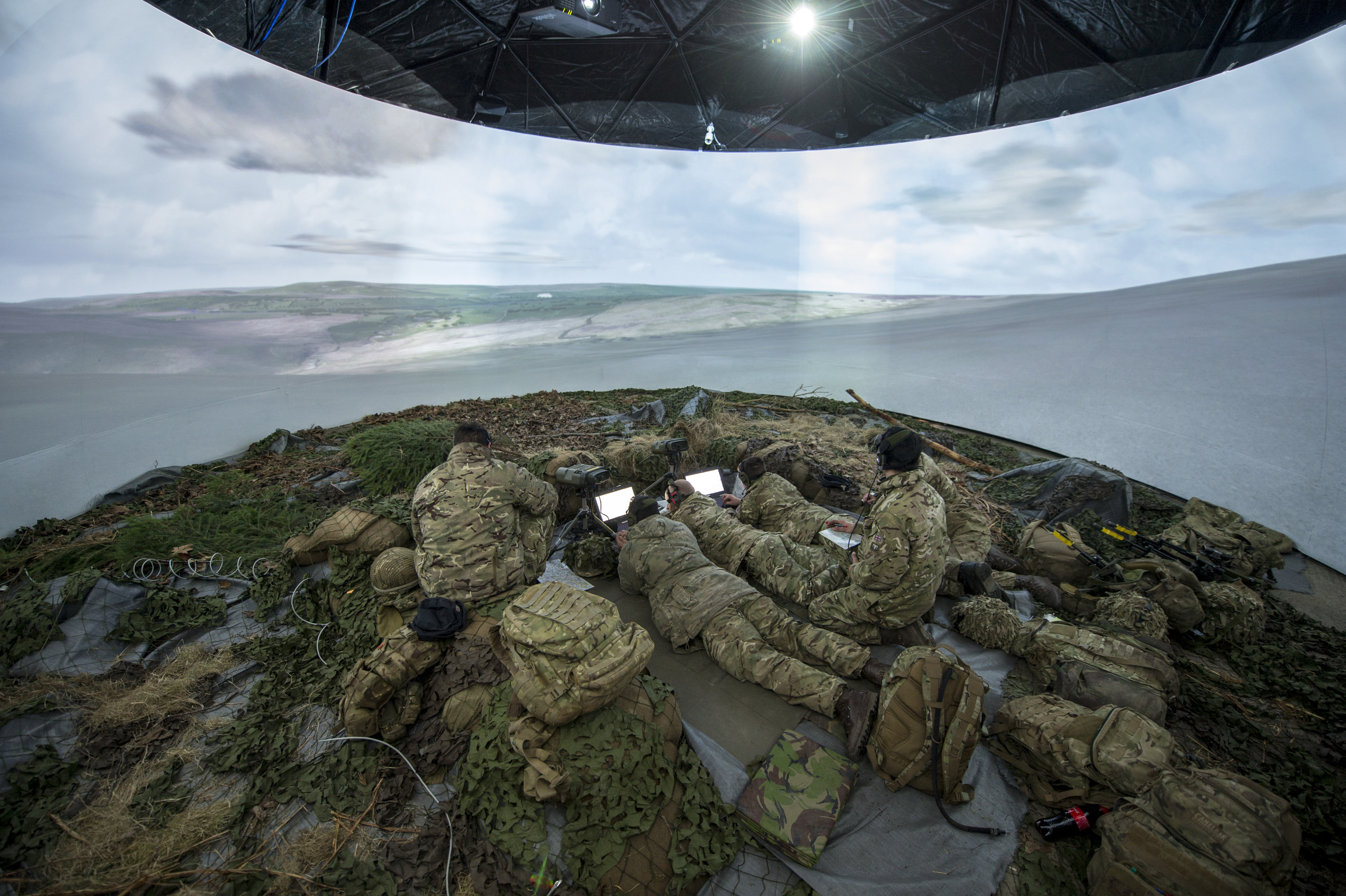
2015년 스틸 세이버 훈련 중 "가상 세계"에서 훈련하는 영국 왕립 포병 병사들

군사 시뮬레이션(Military simulation), 비공식 용어 전쟁 게임(war game, 워 게임)은 실제 적대 행위 없이도 전쟁 이론을 테스트하고 개선할 수 있는 시뮬레이션이다. 군사 시뮬레이션은 전술적, 전략적, 교리적 해결책을 개발하는 데 유용한 방법으로 간주되지만 비평가들은 사용된 모델의 대략적인 특성으로 인해 그러한 모델에서 도출된 결론에 본질적으로 결함이 있다고 주장한다. 많은 전문 분석가들은 전쟁 게임이라는 용어가 일반적으로 민간인 취미를 지칭하는 것으로 간주되어 시뮬레이션이라는 용어를 선호하기 때문에 이 용어에 반대한다.
시뮬레이션은 현실감의 정도가 다양한 다양한 형태로 존재한다. 최근에는 시뮬레이션의 범위가 군사적 요인뿐만 아니라 정치적, 사회적 요인까지 포함하도록 확대되었으며, 이는 현실적인 전쟁 모델에서 불가분하게 얽혀 있는 것으로 보인다. 많은 정부가 개별적으로나 공동으로 시뮬레이션을 활용하고 있지만 전문계 외부에서는 이에 대해 알려진 바가 거의 없다. 그러나 모델링은 정부가 군사 및 정치 정책을 테스트하고 개선하는 수단인 경우가 많다.

## 같이 보기
- 군사연습
- 전쟁 게임